# Rienzenstock
Der Rienzenstock ist ein 2961 m ü. M. hoher Berg im Schweizer Kanton Uri. Er ist der Hauptgipfel der Diederberge, einer dem Reusstal entlanglaufenden Kette, welche ein kleines Seitental, das Fellital östlich des Haupttals, abtrennt.

## Gipfel
Nördlich des Rienzenstocks folgen als Nebengipfel der Diederberg (2650 m), der Vorder Bächistock (2475 m), der Schwarz Berg (2314 m) sowie das Taghorn oder Fellihorn (2125 m) als nördlicher Abschluss. 

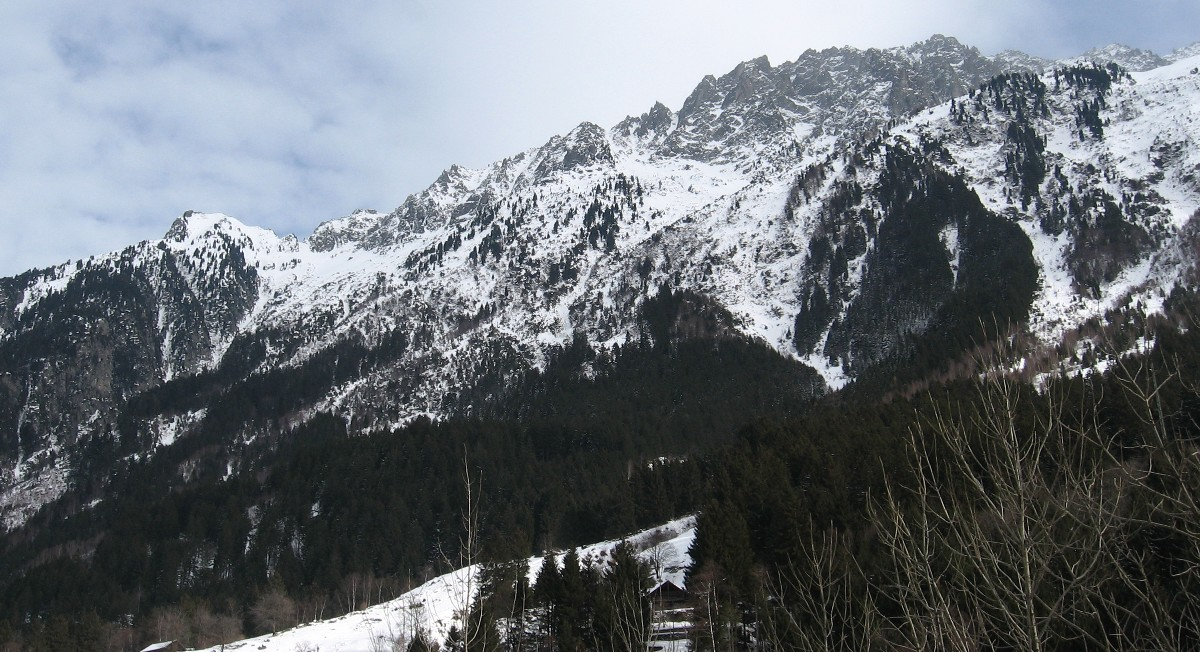
V.l. Schwarz Berg, Vorder Bächistock und Diederberg von Wassen

Die Gipfel sind teils aufgrund der Steilheit des ganzen Gebietes nur sporadisch sichtbar, der namensgebende Diederberg sowie Vorder Bächistock und Schwarz Berg sind jedoch gut von Wassen, das heisst aus Westen, sichtbar.
Gegen Süden überragt der Rienzenstock den Bächenstock (2943 m) und den Schijenstock (auch Brunnenstock, 2888 m).

## Fellital
Das Fellital verläuft von Norden nach Süden und steigt von der Mündung des Fellibachs in die Reuss bei Gurtnellen (694 m) innert 8,6 Kilometern Distanz um 1782 Meter zur Fellilücke auf, welche den südlichen Talabschluss bildet auf 2476 Metern über Meer. Dies ergibt eine durchschnittliche Steigung von 20 Prozent für dieses Tal und erklärt das Fehlen einer Strasse.
Schon auf halbem Weg erreicht man die Treschhütte, eine Berghütte des Schweizerischen Alpenclubs (SAC). Vom südlichen Talabschluss auf der Fellilücke kommt man gegen Süden zum 400 Meter tiefer liegenden Oberalppass.